# 2021年マレーシア憲法改正
2021年マレーシア憲法改正では、2021年末にマレーシアの代議院を通過し、その後2022年憲法（改正）法 (英語: Constitution (Amendment) Act 2022)の形で施行された、マレーシア憲法の改正について述べる。この改正により、ボルネオ島の行政区画であるサバ州とサラワク州が格上げされ、マラヤ（半島マレーシア）の諸州と同格になった。これは1963年にマレーシアが成立した際のマレーシア協定（MA63）以来の体制に修正を加えるものであった。改憲案は2021年12月14日に代議院（マレーシア国会の下院）を全会一致で通過し、マレーシア国王の承認を経て2022年2月11日に施行された。

## 背景
2019年、マレーシア連邦政府の与党連合である希望連盟が、2022年のものと同様にサバ・サラワク両州に関する小規模な憲法改正手続きを進めていた。これは憲法第1条第2項を修正し、両州に1963年のマレーシア協定で認められていた地位を回復させるというものであった。この2019年マレーシア憲法改正案は、国会で与党を中心とする過半数の議員の賛成を集めたものの、憲法改正に必要な3分の2に到達せず、廃案に終わった。その後の政治危機で希望連盟政府が崩壊したが、2021年に首相に就任したイスマイル・サブリ・ヤアコブが9月16日に声明を出し、1963年マレーシア協定におけるサバ州とサラワク州の地位についての事項を調査していると明らかにした。イスマイルは首相として調整交渉を主導し、ここにサバ州首相、サラワク州首相、8人の連邦大臣が加わって協議を行った 。
10月19日、マクシムス・オンキリ首相府大臣（サバ・サラワク問題担当）が、1963年マレーシア協定に関する特別評議会でマレーシア連邦憲法第1条第2項と第160条第2項についての合意をとったのち、次の議会に改正案を提出すると発表した。この評議会では同時に、サバ州政府とサラワク州政府の権限を強め、それまで連邦政府が発行していた漁業権免許を州政府が出せるようにすることも合意された。

## 改正
2021年11月3日、ワン・ジュナイディ首相府大臣（法制・議会担当）が最終的な憲法改正案を提出した。修正内容は以下の4点である。
- 第1条第2項を修正し、サバ州とサラワク州をマレーシアの構成「領土」であるという定義を復活させる
- 第160条第2項の内容を追加し、マレーシアにサバ州とサラワク州が加盟した日を記念するマレーシア・デイを公式に規定する。
- 第160条第2項における連邦の定義を修正する。
- 第161条Aにおけるサバ州とサラワク州の原住民の定義を修正する。

第161条Aの修正の中には、サラワク州原住民の定義を定めていた第7項の廃止も含まれている。これにより、サラワク州が独自にサラワク原住民を認定する範囲を決められるようになった。原住民グループであるダヤク族の組織ダヤク商工会議所は、この憲法改正を「夢が実現した」と歓迎した。改正によって、原住民とそれ以外の者の間に生まれた子や、第161条A第7項に明記されていなかった部族の者も、サラワク州政府によって原住民の地位を認められることになったためである。ダヤク商工会議所によれば、サラワク州では原住民の所有地が「非原住民」との間で取引されるのを制限する法があるため、従来の体制では原住民の親の土地を「非原住民」とされた子に与えることすら禁じられていたというような問題があった。
2021年12月14日、6時間にわたる討論の末、改正案が全会一致で代議員を通過した（賛成199票、棄権21票）。2022年1月6日、オンキリ首相府大臣は、サバ州からの年間交付金の増額提案や連邦政府からの逆提案を検討するための合同技術委員会の設置を発表した。2022年2月11日、改正された新憲法が施行された。

## その後
施行直後の2月15日、サラワク州立法議会は州憲法を改正し、州政府の長である首相の称号をKetua Menteri（英語のChief Ministerに相当）からPremierに変更した。この改正案を提出したサラワク州青少年・スポーツ・起業家育成大臣のダト・スリ・アブドゥル・カリム・ラーマン・ハムザによると、この改称は連邦憲法改正をうけて、マレーシアの州としてのサラワクの地位をマラヤ（マレー半島側諸州）やサバと同格に引き上げるという意図があった。